# Madruga (Cuba)
Pour les articles homonymes, voir Madruga.
Madruga est une ville et une municipalité de Cuba dans la province de Mayabeque.

## Géographie

### Situation
Madruga se trouve dans la partie occidentale de l'île de Cuba, dans l'ouest de la province de Mayabeque, 
à 61 km sud-est de La Havane 
et 33 km est de sa capitale de province San José de las Lajas.

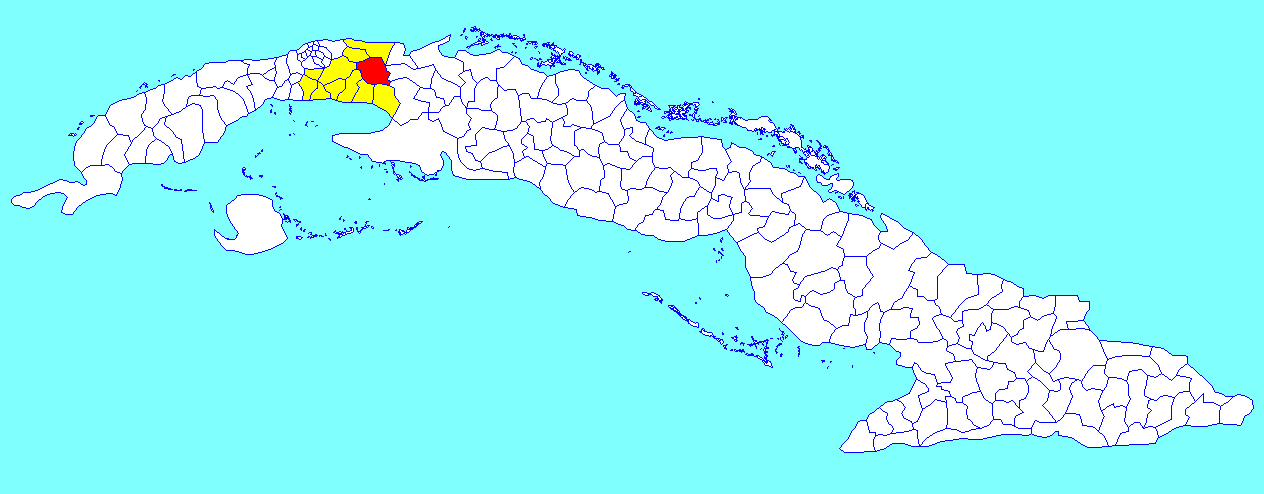
Municipalité de Madruga dans la province de Mayabeque

### Divisions administratives
Madruga a six consejos populares :
- Rubén Martínez Villena
- Boris Luis Santa Coloma
- Madruga
- Pipián
- Flor de Itabo
- Aguacate

## Population
En 2022, la population était estimée à 26 412 habitants ; pour une surface de 465,6 km2, la densité de population est de 56,73 habitants/km².

## Personnalités nées à Madruga
- José Urfé (né le 6 février 1879), clarinettiste et compositeur